# Diomídis Kiriákos
Diomídis Kiriákos (em grego: Διομήδης Κυριάκος;n. 1811 - f. 1869) foi um político da Grécia. Ocupou o cargo de primeiro-ministro da Grécia de 9 de Abril de 1863 até 10 de Maio de 1863.